# Heinrich Muhle
Heinrich Muhle (født 7. marts 1666 i Bremen, død 7. december 1733) var en tysk teolog. 
Efter at have studeret ved forskellige tyske universiteter og fået magistergraden i Leipzig 1690 blev han 1692 professor i Græsk og østerlandske sprog i Kiel, 1695 teologisk professor sammesteds, 1698 gottorpsk overhofprædikant og generalsuperintendent og 1699 dr. theol. i Kiel. I 1706 fik han sammen med sin slægtning præsident Wedderkopp det bestandige overtilsyn (Visitator) med universitetet og blev tillige 1708 1. teologiske professor. Da Wedderkopp blev styrtet, måtte også Muhle forlade det gottorpske hof; og da den danske konge 1713 tog den gottorpske del af Hertugdømmerne i besiddelse, fik han heller ikke mere med kirkestyrelsen at gøre, men blev prokansler i Kiel og professor. Muhle tilhørte den pietistiske retning og var en meget lærd mand, men derhos af en stridbar og hidsig natur. Han var indviklet i en mængde teologiske fejder, ikke mindst med sin kollega Theodor Dassow. I 1715 udgav han en samling af 9 historisk-teologiske afhandlinger, deriblandt Hertugdømmernes reformationshistorie, som endnu har værd ved de tilføjede aktstykker og breve. Desforuden haves af ham en lang række stridsskrifter. Han besad et fortrinligt bibliotek med en stor del østerlandske håndskrifter og mange sjældenheder.